# Mejora de la tierra
La mejora de la tierra se refiere a las inversiones que hacen de la tierra algo más productivo para los humanos. En términos de contabilidad las mejoras de la tierra se refieren a cualquier variedad de proyectos que incrementan el valor de la propiedad. 

## Formas de mejora
En términos agrícolas la mejora incluiría: 
- La mejora hidrológica (nivelación de la tierra, drenaje, irrigación, lixiviación de suelos salinos, control de inundaciones y de deslizamientos de tierra)
- Mejora de suelo (fertilización, establecimiento de un equilibrio químico apropiado).
- Estabilización de suelo / control de la erosión.
- Construcción de caminos
- Forestación, como un medio tanto de retener el agua como la protección de la tierra contra la erosión del viento (Cortina rompeviento).

El uso descontrolado de la tierra puede dañar el suelo, requiriendo medidas para combatir la degradación del suelo, tales como:
- Combatir la desertificación;
- Descontaminación de tierra contaminada;
- Rehabilitación de la tierra después de uso minero o industrial;

En un contexto urbano, la mejora de la tierra incluye:
- Despejar, hacer terrazas o nivelas la tierra;
- Acceso rodado, aceras y aparcamientos;
- Vallas y setos;
- Paisajismo;
- Conexiones de servicio a servicios municipales y utilidades públicas;
- Drenaje y sistemas de irrigación;
- Iluminación externa;

## Problemas ecológicos
La mejora masiva de tierra sin la consideración apropiada de las consecuencias ecológicas y geológicas puede conducir a resultados desastrosos, como: 
- Acumulación catastrófica de sales de suelo y formación de solonchak, p.ej., en Asia Central, como una consecuencia de irrigación por agua subterránea salina.
- Desertificación, erosión del suelo y cambios ecológicos debido a drenaje.